# Felipe Pires
Felipe Augusto Rodrigues Pires (Guarulhos, 18 april 1995) – bekend als Felipe Pires – is een Braziliaans voetballer die bij voorkeur als vleugelspeler speelt.

## Clubcarrière
Felipe Pires maakte in januari 2014 de overstap van Red Bull Brasil naar RB Leipzig. In juli 2014 trok de vleugelspeler naar FC Liefering. Tijdens het seizoen 2014/15 maakte hij elf treffers in 27 competitieduels in de Erste Liga. Aangezien FC Liefering de satellietclub van Red Bull Salzburg is, mag hij eveneens voor die club uitkomen. Op 22 februari 2015 debuteerde de Braziliaan in het competitieduel tegen SV Ried, waarin hij het openingsdoelpunt maakte. In zijn debuutseizoen kwam Felipe Pires tot een totaal van negen competitieduels. Medio 2015 werd hij door het Duitse 1899 Hoffenheim gecontracteerd. Voor de club zou hij echter nooit spelen en tot 2020 werd hij vijf keer verhuurd waarbij zijn verblijf bij Austria Wien het succesvolste was. Medio 2020 ging hij naar het Portugese Moreirense FC. In januari 2022 maakte hij de overstap naar het Oekraïense SC Dnipro-1. Vanwege speciale regelgeving voor voetballers vanwege de Russische invasie van Oekraïne in 2022, kon hij vanaf eind maart uitkomen voor ADO Den Haag. In het seizoen 2022/23 werd hij verhuurd aan het Griekse Volos NFC. Begin 2024 maakte hij de overstap naar Torpedo Koetaisi in Georgië. 